# Oliver (chimpancé)
Oliver (c. 1958 - Texas, Estados Unidos, 2 de junio de 2012) fue un chimpancé y «simio artista» que llegó a ser promocionado como el eslabón perdido o humancé debido a sus rasgos faciales humanoides y a su tendencia a caminar erguido. A pesar de su inusual apariencia y comportamiento, los científicos determinaron en 1996 que Oliver no era un híbrido entre humano y chimpancé.
Oliver fue adquirido en 1960 por los entrenadores Frank y Janet Berger. Supuestamente, el chimpancé había sido capturado en el Congo Belga (hoy República Democrática del Congo). Algunas evidencias físicas y de comportamiento llevaron a los Berger a creer que Oliver era una criatura diferente a un chimpancé, tal vez un híbridro humano-chimpancé. Oliver poseía un rostro más plano, caminaba habitualmente en dos patas —nunca sobre sus nudillos— y prefería a las mujeres antes que a las hembras de su especie. Durante un programa especial de Discovery Channel emitido el 16 de diciembre de 2006, la propia Janet Berger aseguró que Oliver comenzó a sentirse atraído por ella cuando cumplió dieciséis años. En una ocasión, él se montó sobre ella tratando de aparearse. Después de varios intentos, Oliver se convirtió en una amenaza para su dueña y tuvo que ser vendido.
En 1977, el propietario de Oliver se lo dio a Ralph Helfer, su socio en el pequeño parque temático Enchanted Village, construido en Buena Park, California. Cuando Enchanted Village cerró sus puertas a fines de ese año, Helfer continuó exhibiendo a Oliver en su nueva empresa, Gentle Jungle, la cual cambió de ubicación varias veces hasta que finalmente cerró en 1982.
El periódico Los Angeles Times dedicó un extenso reportaje a Oliver como posible eslabón perdido o nueva subespecie de chimpancé. Oliver fue transferido al centro de entrenamiento Wild Animal Training Center de Riverside, California, propiedad de Ken Decroo, pero fue supuestamente vendido por este en 1985. El último entrenador que poseyó a Oliver fue Bill Rivers, quien tuvo problemas con él porque no quería compartir con otros de su especie.
La Buckshire Corporation, un laboratorio de Pensilvania que arrienda animales para pruebas científicas y cosméticas, compró a Oliver en 1989. Su primer examen reveló maltratos previos. Él nunca fue usado en experimentos, pero los siguientes nueve años su hogar sería una pequeña jaula, cuyo reducido tamaño le generó atrofia muscular al punto de que sus miembros temblaban. En 1996, la presidenta de la Buckshire Corporation, Sharon Hursh, recibió una petición de la organización Primarily Primates, tras la cual autorizó el retiro de Oliver a una colonia de su corporación donde residían trece chimpancés. Nunca lo utilizaron para realizar pruebas científicas, pues era considerado especial. Ese mismo año, expertos de la Universidad de Chicago le realizaron una prueba de ADN que descartó la presencia de rastros humanos en sus genes.
En 1998, ya más anciano, parcialmente ciego y con artritis, Oliver fue trasladado a una espaciosa jaula al aire libre en las instalaciones de Primarily Primates en Texas, lugar donde el 2 de junio de 2012 fue encontrado sin vida en su hamaca acompañado por su compañera, una chimpancé llamada Raisin. Posteriormente fue cremado en una ceremonia especial y sus cenizas fueron esparcidas en el santuario donde vivió sus últimos catorce años.